# Cuculiformes
Los cuculiformes son un orden de aves neognatas que incluyen los cucos. Incluye un total de 165 especies. El grupo fue bautizado por el nombre latino del cuclillo «Cuculus», y por ello el nombre de este orden significa «los que tienen forma de cuclillo».
En la clasificación taxonómica clásica, se los considera emparentadas con los Psittaciformes (loros, guacamayos, etc.); igual que estos, presentan dos dedos dirigidos adelante y dos dirigidos atrás, pero se diferencian en su musculatura, ya que sus capacidades prensiles son menores. Otra característica distintiva es el pico, porque la mandíbula superior no es móvil y la forma no es ganchuda. La larga cola de estas aves es, también, de plumaje menos denso que en sus parientes cercanos.

## Características generales
Los cuculiformes son aves de tamaño mediano, normalmente entre 35 a 65 cm de longitud. Sus extremidades presentan dos pares de dedos enfrentados (zigodáctilos). Una de las conductas singulares de los llamados "cucos explotadores" (subfamilia Cuculinae) consiste en poner sus huevos en nidos de otras especies, que se encargan así de criar a los pichones.

## Taxonomía
Actualmente los cuculiformes incluyen una sola familia:
- Familia Cuculidae - cucos, correcaminos, etc.

La clasificación propuesta por taxonomía de Sibley-Ahlquist en la década de 1980, basándose en hibridación de DNA, eleva la familia Musophagidae a un nuevo orden, Musophagiformes, y la especie hoacín tiene pendiente su clasificación definitiva, si bien se ha propuesto un orden monotípico independiente, Opisthocomiformes.
En cuanto al género Crotophaga, se lo ha considerado a menudo como una subfamilia de Cuculidae y según otros autores constituye una familia propia, Crotophagidae.[cita requerida]

## Registro fósil
Eutreptodactylus itaboraiensis, hallado en depósitos cársticos del Paleoceno Tardío en el este de Brasil, se posiciona como el miembro más antiguo y primitivo del orden Cuculiformes conocido hasta la fecha.